# قائمة سفراء الولايات المتحدة لدى روسيا
سفير الولايات المتحدة الأمريكية لدى الاتحاد الروسي هو السفير فوق العادة والمفوض من الولايات المتحدة الأمريكية لدى الاتحاد الروسي . شغل جون هانتسمان جونيور المنصب من أكتوبر 2017 حتى 3 أكتوبر 2019.  في 12 ديسمبر 2019 ، قرر مجلس الشيوخ الأمريكي تعيين جون سوليفان. 

## التاريخ

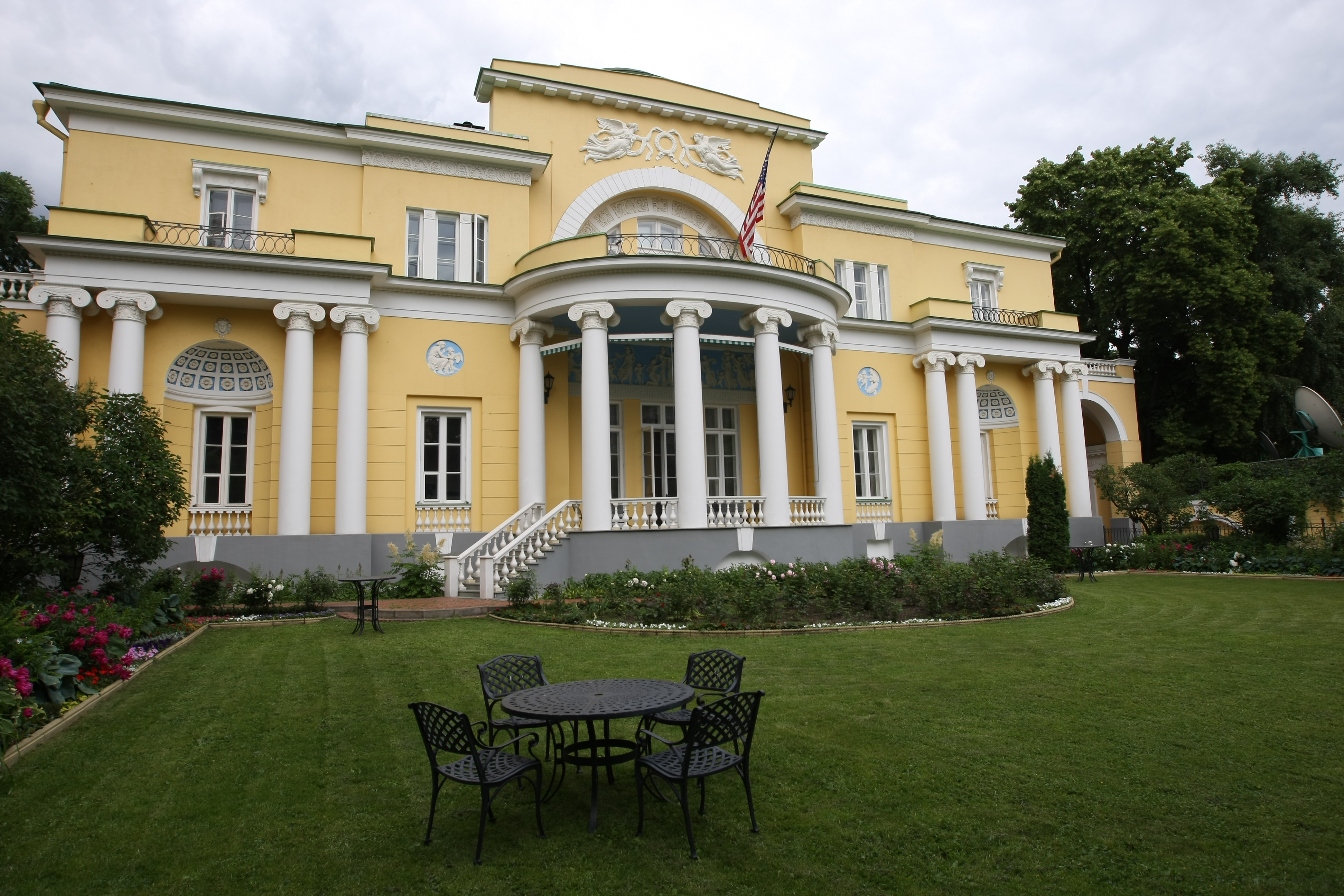
يقيم السفير في سباسو هاوس ، القصر السابق لنيكولاي فتوروف.

أقامت الولايات المتحدة علاقات دبلوماسية مع الإمبراطورية الروسية لأول مرة في عام 1780. انقطعت العلاقات الدبلوماسية في عام 1917 عندما استولى البلاشفة على السلطة ، ولم يتم إعادة تأسيسها حتى عام 1933. من عام 1933 إلى عام 1991 ، اعترفت الولايات المتحدة بالاتحاد السوفيتي . بعد سقوط الاتحاد السوفياتي عام 1991 ،

## قائمة السفراء

### الاتحاد الروسي (1992 حتى الآن)
| اسم                    | موطن            | موعد            | بدابة المهام    | نهاية المهام    | ملاحظات |
| ---------------------- | --------------- | --------------- | --------------- | --------------- | --- |
| Thomas R. Pickering    | نيو جيرسي       | مايو 12, 1993   | مايو 21, 1993   | نوفمبر 1, 1996  | القائم بالأعمال المؤقت: ريتشارد إم مايلز (نوفمبر 1996 - مايو 1997) ، وجون إف تيفت (مايو 1997 - يناير 1998). |
| James Franklin Collins | إلينوي          | أغسطس 1, 1996   | يناير 26, 1998  | يوليو 10, 2001  | |
| Alexander Vershbow     | ماساتشوستس      | يوليو 12, 2001  | أكتوبر 17, 2001 | يوليو 22, 2005  | |
| William Joseph Burns   | مقاطعة كولومبيا | أغسطس 10, 2005  | نوفمبر 8, 2005  | مايو 12, 2008   | |
| John Beyrle            | ميشيغان         | مايو 13, 2008   | سبتمبر 18, 2008 | يناير 4, 2012   | |
| Michael McFaul         | مونتانا         | يناير 10, 2012  | فبراير 22, 2012 | فبراير 26, 2014 | |
| John Francis Tefft     | ويسكونسن        | يوليو 31, 2014  | نوفمبر 19, 2014 | سبتمبر 28, 2017 | أنطوني جودفري القائم بالأعمال المؤقت                                                                        |
| Jon Huntsman Jr.       | يوتا            | سبتمبر 28, 2017 | أكتوبر 3, 2017  | أكتوبر 3, 2019  | |
| جون جيه سوليفان        | ماريلاند        | ديسمبر 12, 2019 | يناير 16, 2020  |                 | |